# Nota Emilianense
Note Émilienne
La Nota Emilianense est un court texte latin en prose rédigé, vers 1065-1070, dans la marge d'un manuscrit, le Codex Aemilianensis 39. Résumant l'histoire de Roland, il atteste l'existence d'une légende indépendante de la Chanson de Roland. Elle est le plus ancien texte connu à mentionner le port de Cize et Roncevaux. Elle est le seul texte connu à mentionner « douze petits-fils » de Charlemagne. Elle ignore par contre l'amitié qui lie Roland et Olivier.
La note a été découverte en 1953 par le philologue espagnol Dámaso Alonso dans un codex, l'Aemilianensis 39, un recueil de varia originaire du monastère de San Millán de la Cogolla et conservé à l'Académie royale d'histoire. Alonso date la note du troisième quart du XIe siècle (c. 1065-1070) ; André Burger, du deuxième quart de ce même siècle (c. 1054-1076). Bien que la note soit anonyme, il en attribue la rédaction au moine Munio, copiste du scriptorium du monastère. Le texte est en écriture wisigothique.

## Traduction en français
| Note Emilienne (transcription de Ramón Menéndez Pidal) | Traduction en français moderne (par André Burger) |
| --- | --- |
| In era DCCCXVI, venit Carlus rex ad Cesaragusta. | L'an 778, le roi Charles vint à Saragosse. |
| In his diebus habuit duodecim neptis; unusquisque habetat tria milia equitum cum loricis suis. Nomina ex his Rodlane, Bertlane, Oggero Spatacurta, Ghigelmo Alcorbitunas, Olibero et episcopo domini Torpini. Et unusquisque singulos menses serbiebat ad regem cum scolicis suis. | En ce temps-là, il avait douze petits-fils ; chacun d'eux avait trois mille chevaliers portant haubert ; quelques-uns de leurs noms : Roland, Bertrand, Ogier Courte-épée, Guillaume au Courbe-nez, Olivier et l'évêque Dom Turpin. Et chacun servait le roi un mois à tour de rôle avec ses vassaux. |
| Contigit ut regem cum suis ostis pausabit in Cesaragusta. Post aliquantulum temporis, suis dederunt consilium ut munera aciperet multa, ne a ffamis periret exercitum, sed ad propriam rediret. Quod factum est. Deinde placuit ad regem, pro salutem hominum exercituum, ut Rodlane, belligerator fortis, cum suis posterum ueniret. At ubi exercitum portum de Sicera transiret, in Rozaballes a gentibus Sarrazenorum fuit Rodlane occiso. | Il arriva que le roi avec ses armées campa à Saragosse. Au bout de quelque temps, ses hommes lui donnèrent le conseil d'accepter de nombreux présents pour que l'armée ne pérît pas de faim, mais qu'elle rentrât dans son pays. Ce qui fut fait. Ensuite, le roi décida, pour le salut des hommes de ses armées, que Roland, le fort guerrier, ferait l'arrière-garde avec les siens. Mais, tandis que l'armée passait le port de Cize, Roland fut tué à Roncevaux par la gent des Sarrasins. |